# Édito de Torda

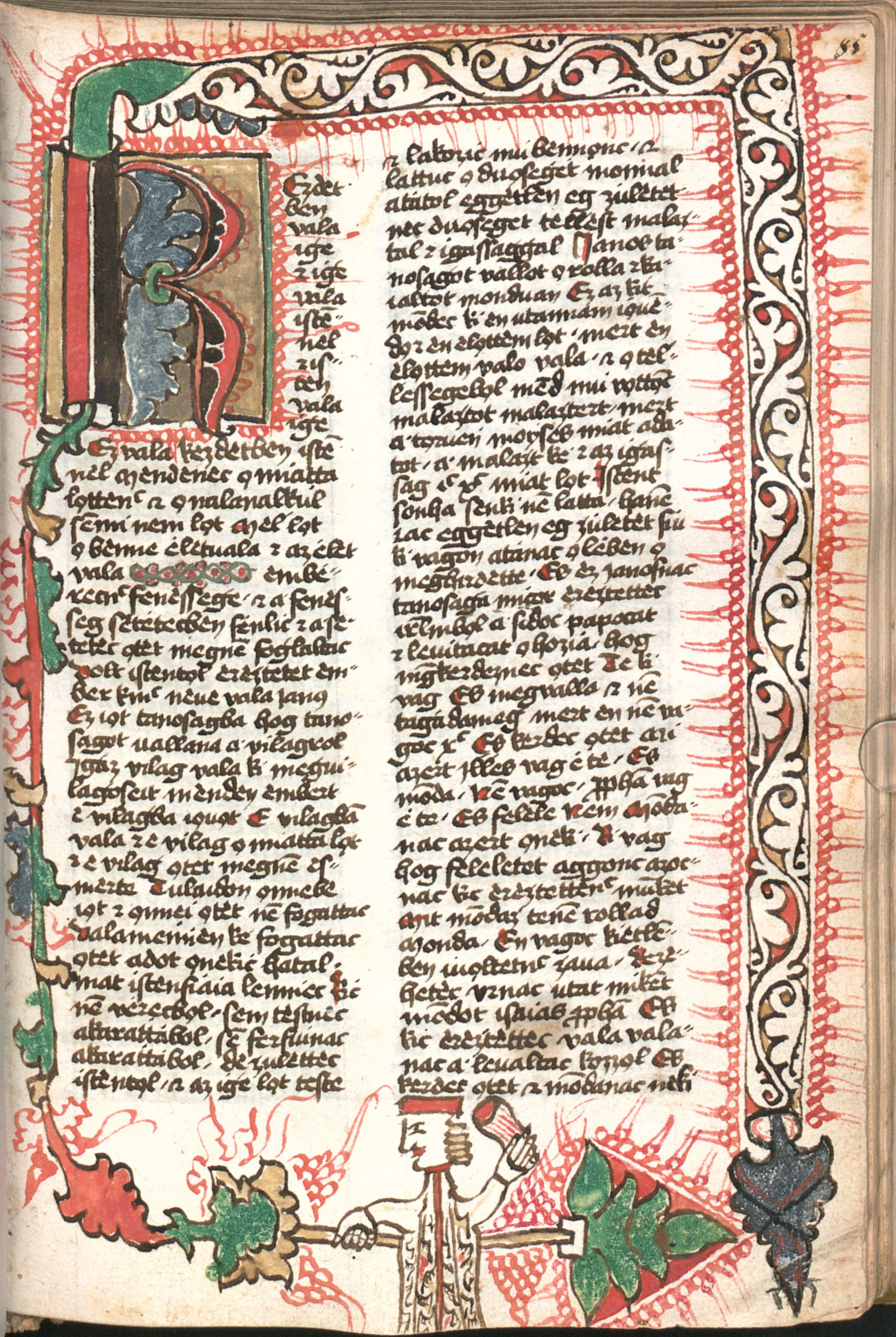
Página do Códice de Munique da primeira tradução húngara da Bíblia

O Édito de Torda (em húngaro: tordai ediktum, romeno: Edictul de la Turda, em alemão: Edikt von Torda) foi um decreto que autorizou as comunidades locais a eleger livremente seus pregadores no Reino Húngaro Oriental de João Sigismundo Zápolya. Os delegados das Três Nações da Transilvânia – os nobres húngaros, os saxões da Transilvânia e Székelys – adotaram-na a pedido do pregador da corte antitrinitária do monarca, Ferenc Dávid, em Torda (romeno: Turda, alemão: Thorenburg) em 28 de janeiro de 1568. Embora não reconhecesse o direito individual à liberdade religiosa, ao sancionar a existência de uma religião cristã radical em um Estado europeu, o decreto foi um ato de tolerância religiosa sem precedentes.
As igrejas católica e ortodoxa coexistiram nos territórios do sul e do leste do reino medieval da Hungria durante séculos. No entanto, ideias que a Igreja Católica considerava heresia não foram toleradas: os hussitas húngaros foram expulsos do país na década de 1430 e a Dieta da Hungria de 1523 aprovou um decreto que ordenou a perseguição dos luteranos. Este último decreto foi, na prática, ignorado durante a guerra civil que se seguiu à vitória otomana contra o exército húngaro na Batalha de Mohács em 1526. Depois que os otomanos ocuparam as regiões centrais do reino medieval em 1541, eles permitiram que o infante João Sigismundo governasse as terras a leste do rio Tisza sob a regência de sua mãe, Isabella Jagiellon. No início da década de 1540, as Dietas reconheceram o direito das Três Nações de regular livremente seus assuntos internos. Os saxões consideravam a religião como um assunto interno e ordenaram a introdução da Reforma Luterana em seus assentamentos em 1544-1545. A Dieta sancionou a coexistência das denominações católica e luterana apenas em 1557.
John Sigismundo começou a governar pessoalmente depois que sua mãe morreu em 1559. Interessou-se por assuntos religiosos e organizou uma série de debates entre os representantes das diferentes teologias protestantes. Converteu-se do catolicismo ao luteranismo em 1562, e do luteranismo ao calvinismo em 1564. Seu médico da corte, Giorgio Biandrata, e Ferenc Dávid o convenceram conjuntamente a permitir também a discussão pública da doutrina da Trindade. Sigismundo aceitou as visões antitrinitárias de Dávid e Biandrata em 1567. O Édito de Torda foi adotado na Dieta seguinte. Afirmou que "a fé é dom de Deus" e proibiu a perseguição de indivíduos por motivos religiosos. Na prática, o edital apenas sancionava a existência de quatro denominações "recebidas" – as igrejas católica, luterana, calvinista e unitária. Outras inovações religiosas foram proibidas durante o reinado do sucessor de João Sigismundo, Estêvão Báthory, mas a tolerância religiosa permaneceu uma característica distintiva do Principado da Transilvânia (o estado sucessor do reino de João Sigismundo) no início da Europa moderna.